# يانكوبا مينته
يانكوبا مينته (مواليد 22 يوليو 2004) هو لاعب كرة قدم غامبي محترف، يلعب في مركز الجناح الأيمن في نادي برايتون أند هوف ألبيون الإنجليزي ومنتخب غامبيا الوطني.

## مسيرته مع الأندية

### أودنسه
بدأ مينتيه مسيرته في نادي ستيف بيكو إف سي في غامبيا. خلال هذه الفترة طلب وكيل أعماله، باكاري بوجانغ، من نادي أودنسه الدنماركي أن يراقب مينته وزميله الغامبي، داوودا داربو. في صيف 2021 تم استدعاؤهما معًا لخوض فترة معايشة مع الفريق حيث لعبا مع أودنسه في تحضيراته لموسم 2021-2022. لم يترك مينته انطباعًا جيدًا في البداية، لكنه حصل على فرصة ثانية خلال فترة معايشة أخرى، وكانت هذه الفرصة أفضل بكثير. في صيف 2022، وقع عقدًا لمدة عامين مع أودنسه، حيث بدأ مع فريق النادي تحت 19 عامًا، ثم في وقت لاحق من نفس العام وقع عقدًا مع الفريق الأول.  
شارك مينته في أول مباراة له في دوري السوبر الدنماركي في 10 سبتمبر 2022، حيث فاز فريقه 2-1 ضد كوبنهاغن وسجل هدف الفوز بعد ثلاث دقائق فقط من دخوله بديلاً لفرانكو تونجيا.

### نيوكاسل يونايتد
في 12 يونيو 2023، أعلن نادي نيوكاسل يونايتد الإنجليزي توصله لاتفاق تعاقد مع مينتيه بعقد دائم اعتبارًا من 1 يوليو من نفس العام. أفادت التقارير الإعلامية وقتها أن نيوكاسل سيدفع لنادي أودنسه مبلغًا يقدر بحوالي 7 ملايين يورو. في الوقت نفسه، أعلن نيوكاسل أنه فور وصوله، سيُعار مينتيه مباشرة إلى نادي فاينورد الهولندي بطل الدوري لموسم 2023-2024.

#### فاينورد (إعارة)
شارك مينته في أول مباراة له مع فاينورد في 4 أغسطس 2023 في درع يوهان كرويف. وسجل هدفه الأول مع النادي في 3 سبتمبر، عندما أحرز الهدف الخامس في فوز فريقه 5-1 خارج أرضه ضد نادي أوترخت.  
في أواخر أكتوبر 2023 تعرض مينته لإصابة عضلية، مما أبعده عن الملاعب لعدة أسابيع. في 13 ديسمبر، سجل هدفه الأول في دوري أبطال أوروبا في مباراة انتهت بخسارة فريقه 2-1 ضد سيلتيك في آخر جولة من دور المجموعات لموسم 2023-2024، ليصبح ثاني غامبي يحقق هذا الإنجاز بعد إيبريما كولي.  
في 7 أبريل 2024، سجل هدفين وصنع آخر لفريقه في فوز كبير 6-0 على أياكس في مباراة الكلاسيكو الهولندي، ليحقق فريقه أكبر انتصار على منافسه في تاريخ الدوري الهولندي.

### برايتون أند هوف ألبيون
في 1 يوليو 2024، انضم مينته إلى نادي برايتون أند هوف ألبيون الإنجليزي في صفقة بلغت قيمتها حوالي 30 مليون جنيه إسترليني، ووقع عقدًا لمدة خمس سنوات مع النادي. ظهر مينته لأول مرة مع الفريق في 17 أغسطس 2024، حيث صنع هدفًا لكاورو ميتوما في المباراة التي انتهت بفوز برايتون 3-0 على إيفرتون. سجل مينتيه أول أهدافه في الدوري الإنجليزي الممتاز في 6 أكتوبر 2024 في مباراة انتهت بفوز فريقه 3-2 على توتنهام هوتسبير.  

## مسيرته الدولية
في 4 نوفمبر 2022، تلقى مينته أول استدعاء له للانضمام إلى منتخب غامبيا الوطني للمشاركة في مباريات ودية ضد منتخبي جمهورية الكونغو وليبيريا. سجل هدفه الدولي الأول في مباراة انتهت بالتعادل 2-2 مع الكونغو.  
شارك مينته في كأس أمم إفريقيا 2023 التي أقيمت في ساحل العاج، حيث لعب في آخر مباراتين من دور المجموعات. سجل هدفه الدولي الثاني في 8 يونيو 2024 في الفوز 3-1 على سيشل. وأضاف هدفه الدولي الثالث في مباراة تصفيات كأس العالم ضد منتخب الغابون.

## الإحصائيات

### الأندية
آخر تحديث مباراة لعبت في 15 ديسمبر 2024.
عدد المباريات والأهداف حسب النادي والموسم والبطولة
| النادي                 | الموسم        | الدوري                   | الدوري | الدوري | الكأس المحلي | الكأس المحلي | كأس الدوري | كأس الدوري | أوروبيًا | أوروبيًا | أخرى   | أخرى | المجموع | المجموع |
| النادي                 | الموسم        | الدرجة                   | مشاركة | هدف    | مشاركة       | هدف          | مشاركة     | هدف        | مشاركة  | هدف     | مشاركة | هدف  | مشاركة  | هدف     |
| ---------------------- | ------------- | ------------------------ | ------ | ------ | ------------ | ------------ | ---------- | ---------- | ------- | ------- | ------ | ---- | ------- | ------- |
| أودنسه                 | 2022–23       | دوري السوبر الدنماركي    | 17     | 4      | 0            | 0            | —          | —          | —       | —       | —      | —    | 17      | 4       |
| فاينورد (إعارة)        | 2023–24       | الدوري الهولندي الممتاز  | 27     | 10     | 3            | 0            | —          | —          | 6       | 1       | 1      | 0    | 37      | 11      |
| برايتون أند هوف ألبيون | 2024–25       | الدوري الإنجليزي الممتاز | 11     | 2      | 0            | 0            | 1          | 0          | —       | —       | —      | —    | 12      | 2       |
| مجموع المسيرة          | مجموع المسيرة | مجموع المسيرة            | 55     | 16     | 3            | 0            | 1          | 0          | 6       | 1       | 1      | 0    | 66      | 17      |

1. ↑  يشمل كأس هولندا، كأس الاتحاد الإنجليزي
2. ↑  يشمل كأس الرابطة الإنجليزية
3. ↑  أربع مشاركات في دوري أبطال أوروبا، مشاركتين في الدوري الأوروبي
4. ↑  مشاركة في درع يوهان كرويف

### دوليًا
آخر تحديث مباراة لعبت في 18 نوفمبر 2024 .المباريات والأهداف حسب المنتخب والسنة
| المنتخب | السنة  | مشاركات | أهداف |
| ------- | ------ | ------- | ----- |
| جامبيا  | 2023   | 1       | 1     |
| جامبيا  | 2024   | 11      | 3     |
| إجمالي  | إجمالي | 12      | 4     |

قائمة الأهداف الدولية التي سجلها يانكوبا مينته
| م | التاريخ        | الملعب                                     | أهداف | الخصم   | نتيجة اللقاء | النتيجة | المسابقة                         |
| - | -------------- | ------------------------------------------ | ----- | ------- | ------------ | ------- | -------------------------------- |
| 1 | 10 سبتمبر 2023 | ملعب مراكش، مراكش، المغرب                  | 2     | الكونغو | 1–2          | 2–2     | تصفيات كأس الأمم الإفريقية 2023  |
| 2 | 8 يونيو 2024   | الملعب البلدي ببركان، بركان، المغرب        | 5     | سيشل    | 3–1          | 5–1     | تصفيات كأس العالم 2026 (إفريقيا) |
| 3 | 11 يونيو 2024  | ملعب فرانسفيل، فرانسفيل، الجابون           | 6     | الغابون | 1–0          | 2–3     | تصفيات كأس العالم 2026 (إفريقيا) |
| 4 | 11 أكتوبر 2024 | ملعب العربي الزاولي، الدار البيضاء، المغرب | 9     | مدغشقر  | 1–1          | 1–1     | تصفيات كأس الأمم الإفريقية 2025  |

## الألقاب

### فاينورد
- كأس هولندا 2023–24